# Dečan
Planina Dečan (alb. Mali i Deçanit) je planina na zapadu Kosova, u masivu Prokletija, koja se uzdiže do visine od 2200 m nadmorske visine. Selo Dečani se nalazi ispod planine. Planina Dečan i njena susjedna Đeravica mogu se vidjeti iz velike daljeine, sve do Radonjićkog jezera.